# Anomphalus jaggerius
Anomphalus jaggerius (лат.) — вымерший вид морских брюхоногих моллюсков рода Anomphalus из ископаемого семейства †Anomphalidae. Anomphalus jaggerius жил в палеозое (пермь, около 290 млн лет назад, Северная Америка). Вид назван в честь британского рок-музыканта Мика Джаггера из группы The Rolling Stones.

## Описание
Вид, имеющий мелкую раковину шириной около 6 мм (от 3,0 до 8,6 мм), был сублиторальным обитателем дна. Маленький, очень низкозаостренный, криптомфалусовидный тип раковины, с эллиптическим профилем завитка. Раковина гладкая, правозавитая, ротеллиформная, с 5 завитками, протоконх гладкий, простой; завитки приплюснутые; шов чёткий, не вдавленный; гемиомфалус у отдельных особей высотой до 28,0 мм; завитки с постоянной умеренной кривизной от шва к периферии, кривизна увеличивается на периферии на коротком расстоянии, уплощённый у основания и слегка изогнутый внутрь около области умбиликуса; отверстие круглое. Устьевая губа утолщена в месте соединения с предпоследним завитком, утончается к периферии, снова утолщается в месте соединения с колумеллярной губой, образуя приблизительно серповидную, мозолистую колумеллу, верхняя часть которой заполняет умбиликус; среднее отношение высоты к ширине около 0,73.

## Классификация и распространение
Вид Anomphalus jaggerius был впервые описан в 1972 году американским палеонтологом Лео Пласом (Plas 1972). Типовой экземпляр X-3408 был обнаружен в типовой местности UCMP D-5252, Lookout Hill, южный хребет каньона Эрроу (Arrow Canyon Range), расположенный в мелководных сублиторальных известняках артинского яруса в формации Бёрд-Спринг в Неваде (округ Кларк, США).

## Этимология
Вид назван в честь британского рок-музыканта Мика Джаггера из группы The Rolling Stones по признаку широких губ.